# Dia Internacional do Diálogo entre Civilizações
O Dia Internacional do Diálogo entre Civilizações é comemorado a 10 de junho, segundo uma resolução da Organização das Nações Unidas (ONU). A data, proposta pela China e aprovada por unanimidade, visa promover o respeito pela diversidade cultural e o entendimento entre diferentes civilizações.

## Proclamação
Em 7 de junho de 2024, a Assembleia Geral das Nações Unidas adotou a resolução A/RES/78/286, declarando o dia 10 de junho como o Dia Internacional do Diálogo entre Civilizações.
Proposta pela China e co-patrocinada por mais de 80 países, a resolução enfatiza que todas as conquistas civilizacionais constituem “o patrimônio coletivo da humanidade”. Ela ressalta a importância de respeitar a diversidade civilizacional e destaca “o papel crucial do diálogo” na manutenção da paz global, no avanço do desenvolvimento compartilhado, na melhoria do bem-estar humano e na conquista do progresso coletivo.
A resolução reconhece o papel essencial do diálogo na promoção da conscientização e compreensão dos valores universais, conforme descrito na Carta das Nações Unidas e na Declaração Universal dos Direitos Humanos, reafirmando que as conquistas civilizacionais fazem parte do patrimônio compartilhado da humanidade.

## Celebração
Esse dia é celebrado anualmente em 10 de junho, dando ênfase ao diálogo na comunidade internacional para a consolidação das tradições de coexistência pacífica e baseada na confiança entre os povos do mundo. Enquanto o mundo enfrenta múltiplas crises interligadas, como o aumento das disparidades em termos de paz, desenvolvimento, confiança e governança, a humanidade encontra-se numa encruzilhada histórica, enfrentando crescente instabilidade e transformação. A necessidade urgente de solidariedade, diálogo e cooperação nunca foi tão evidente. O diálogo entre civilizações continua a ser a forma mais eficaz de eliminar a discriminação e o preconceito, promover a compreensão e a confiança mútuas, fortalecer as relações entre as nações e reforçar a solidariedade global.
O diálogo entre civilizações não somente fomenta a conscientização e a valorização dos valores universais compartilhados pela humanidade, mas também promove a coexistência pacífica baseada no respeito mútuo. Serve como uma ponte para encontrar um terreno comum na abordagem dos desafios prementes do nosso tempo, contribuindo, em última análise, para a paz mundial, o bem-estar humano, o desenvolvimento e o progresso.
O Dia Internacional do Diálogo entre Civilizações oferece uma oportunidade para conscientizar sobre o valor da diversidade das civilizações e promover o diálogo, o respeito mútuo e a solidariedade global, fomentando um mundo mais harmonioso e interconectado.

## Cronologia
- 2025: Primeira celebração[2]